# 용혈성 요독증후군
용혈성 요독증후군(Hemolytic uremic syndrome, HUS)은 장출혈성 대장균 감염증의 심한 합병증의 하나이다.

## 구별
용혈성 요독성 증후군(Hemolytic uremic syndrome, HUS)이란 혈관내피세포의 손상에서 기인하는 혈전성 미세혈관병증의 일환이다. 이 중 산발적으로 생기거나 유전적 원인을 갖는 소수의 비전형적 용혈성 요독성 증후군(aHUS)을 제외한 나머지 90%를 전형적인 용혈성 요독성 증후군(HUS)으로 분류한다.

## O-157
O-157(오일오칠)은 1996년 일본에서 8,000여 명의 환자가 발생하면서 주목받기 시작한 병원성 대장균으로, 햄버거, 우유, 주스, 소생간 등의 오염된 음식물을 통해 감염되어 식중독을 유발하는 것으로 알려지고 있다. O-157균에 의한 식중독에 걸리면 3~4일간의 잠복기를 거쳐 설사, 복통 증상이 나타나며, 심하면 신부전증이나 뇌장애를 일으킨다.
O-157:H7은 장출혈성 대장균에 속한다. 1982년 미국에서 처음 발견된 세균으로 복통, 설사, 혈변을 유발하고 적혈구가 파괴되는 용혈성 요독증후군과 신부전증 환자에게 감염될 경우 5%까지 숨지며 평균 치사율은 0.2-1% 정도이다. 미국에서는 매년 오염된 쇠고기나 분쇄육이 들어간 햄버거 등을 먹은 환자 2만명이 발생해 2백명 이상 숨지는 것으로 추정된다.
O-157균은 섭씨 75도에서 3분만 가열하면 죽는 등 열에 약하기 때문에 쇠고기와 돼지고기를 익혀 먹거나 물을 끓여 먹으면 크게 걱정하지 않아도 된다.
O-157 대장균은 사람이나 동물의 장기에 서식하면서 설사나 복통, 혈변 등의 증세를 일으키는 대장균의 하나로 전염성이 매우 강하며, 주로 감염된 쇠고기나 우유, 오염된 퇴비로 기른 야채 등을 통해 전염된다.
2012년 8월 19일, 일본 홋카이도(北海道)에서 O157 식중독이 발생해 7명이 사망하고 100여 명이 병원 치료를 받았다. 홋카이도현 삿포로시 인근 고령층 거주시설 입주자들은 이와이(岩井)식품에서 제조한 배추절임을 먹고 집단 식중독에 걸렸다. 식중독 환자들에게서 병원성 대장균인 O-157이 검출됐다. 사망자 중 6명은 80∼100세의 고령층이며, 1명은 4세 여자 어린이다. 배추를 재배할 때 사용한 소의 퇴비가 식중독의 원인일 가능성이 있다는 전문가 진단이 있었다.

## O-104
2011년 5월 21일, 독일에서 대규모 장출혈성 대장균 사건이 발생했다. 사망자의 거의 대부분이 샐러드를 즐겨 먹는 여성들이었다. 독일 당국은 역학조사에서 스페인산 오이에 소똥이 묻은 게 원인인 것 같다고 발표, 유럽 전역에서 스페인 오이가 수입중단 되어, 스페인 정부가 독일 정부에 거액의 손해배상 청구를 하였다. 독일 정부는 최초에는 스페인산 오이인 것 같다고 발표했다가, 취소했다. 그러나 취소 직후 다른 새로운 사건의 역학조사를 통해, 스페인산 오이를 강하게 의심했다. 2011년 독일 슈퍼박테리아 확산 참조.

## 햄버거병
용혈성 요독증후군은 햄버거병이라는 별명으로 불린다. 최초 사례가 1994년 미국에서 햄버거를 먹고 발병했기 때문에 붙여졌다. 1993년 미국 잭인더박스 식당에서 파는 햄버거를 먹은 수십명의 아이들이 집단으로 탈이 나 덜 익힌 패티의 대장균에 감염된 간 쇠고기가 원인이 되었다.
대한민국에서는 2016년 9월 경기도 평택의 한 맥도날드 매장에서 햄버거를 먹은 4살 여아가 HUS 진단을 받았다.

## 치료
5세 미만의 소아이거나 고령인 경우 용혈성 요독 증후군으로 진행할 수 있는 위험 인자로 알려져 있으며, 일단 용혈성 요독성 증후군이 발현된 환자의 50%에서는 투석치료가 불가피할 뿐만 아니라 수혈치료가 필요한 경우도 극히 드물지 않다.

## 같이 보기
- 비정형 용혈성 요독증후군(atypical Hemolytic Uremic Syndrome, aHUS)
- 라즈니쉬 생화학 테러
- 2011년 독일 슈퍼박테리아 확산